# Istituto Gazzola
L'Istituto Gazzola è una scuola d'arte e museo d'arte situato a Piacenza.

## Storia
L'istituto Gazzola nacque per iniziativa del conte Felice Gazzola, il quale arruolatosi nell'esercito del duca Carlo di Borbone, lo aveva poi seguito a Napoli e in Spagna, diventando tenente generale dell'esercito spagnolo, colonnello di artiglieria e commendatore dell'Ordine di Calatrava. Il conte Gazzola, oltre a essere un esperto militare, partecipò alla fondazione dell'accademia di artiglieria di Segovia, ospitata nell'alcázar, fu anche un appassionato di archeologia, occupandosi degli scavi di Paestum e di arte, offrendo protezione in Spagna a Giambattista Tiepolo e allestendo un'ampia collezione di opere. 

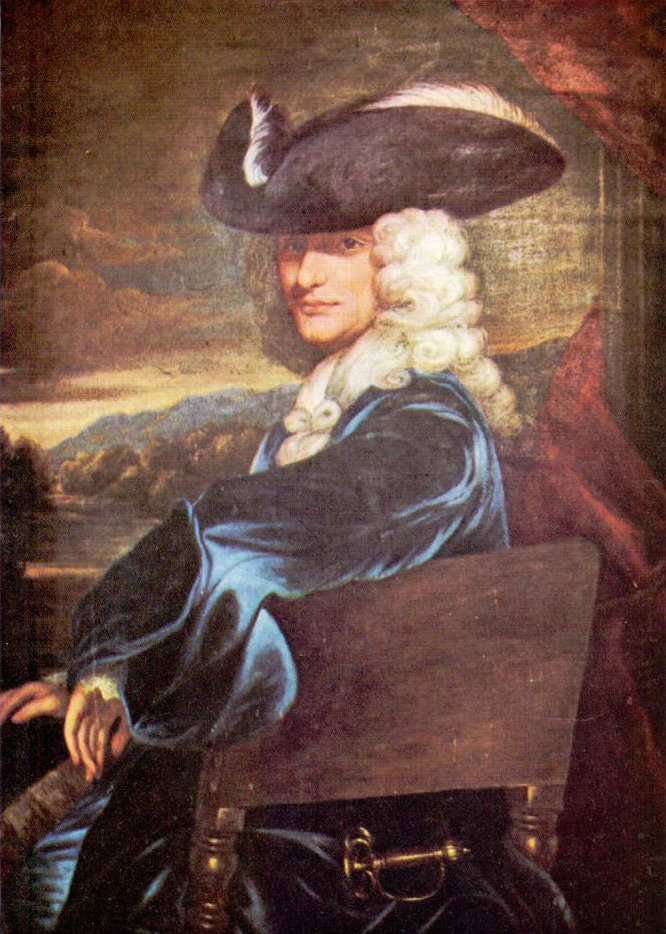
Il conte Felice Gazzola ritratto dal Mulinaretto

Nel suo testamento, redatto nel 1771, il Gazzola stabilì che, in mancanza di eredi diretti e al netto delle somme spettanti ai parenti più prossimi, tutti i beni mobili e immobili di sua proprietà fossero venduti per finanziare borse di studio e doti per ragazze indigenti e per sei giovani artisti della sua città natale, Piacenza. La volontà del conte era quella di favorire una ripresa culturale cittadina dopo che, negli anni immediatamente successivi all'estinzione della casa Farnese si era assistito ad un periodo di stagnazione culturale. 
Il testamento citava testualmente che i fondi sarebbero stati utilizzati per "...mantenere e vestire sei giovani che lavoravano nella pittura, scultura in legno o marmo, architettura, rilievo, arte della gioielleria [...] e se a Piacenza fossero mancate persone in grado di insegnare pittura, scultura e architettura, i giovani avrebbero dovuto essere inviati a Parma o Bologna". Il conte nominò come amministratori di questo lascito i capi di otto importanti famiglie locali imparentate con i Gazzola: un altro conte Gazola, Grassi da Fareneto, i conti Leoni, Caraccioli, Rocca, Cassola, Portapuglia e il consigliere Antonio Francesco Maggi.
Felice Gazzola morì nel 1780 a Madrid, venendo sepolto nella locale chiesa di San Martino; un anno dopo la sua morte gli amministratori del suo testamento decisero di dare vita a un'istituzione per l'insegnamento dell'arte e della pittura, inizialmente non prevista dal testamento del conte, la quale avrebbe facilitato il processo di apprendimento degli allievi rispetto al finanziamento dei loro studi presso le botteghe di artisti originariamente pensato dal Gazzola. Come sede per il neocostituito istituto venne scelto palazzo Gazzola, un edificio situato nel centro di Piacenza e costruito in epoca medievale per volontà della famiglia Fontana che, durante il XVII secolo era finito tra le dipendenze del monastero di San Sisto, prima di diventare di proprietà della famiglia Gazzola, nel 1699. In quel momento il palazzo non era ancora stato coinvolto nelle alienazioni dei beni del conte Gazzola per il perseguimento degli obiettivi testamentari.
Originariamente, l'istituto era costituito unicamente da una scuola di pittura di figure e una di architettura, ornamenti e prospettiva (quadratura). Successivamente, fu aggiunta una scuola di nudo, poi ampliata nel 1834 con scuole di aritmetica pratica e disegno descrittivo e lineare. Oltre alle lezioni tenute in loco, l'istituto finanziò anche, per i suoi allievi migliori, tra i quali figurò Carlo Maria Viganoni, borse di studio presso le migliori accademie d'arte italiane, come l'accademia di belle arti di Roma.
Tra i primi professori attivi nell'istituto ci furono lo stesso Viganoni, il quale, in seguito, donò all'ente la sua personale collezione di modelli di sculture classiche realizzati in stucco, Giuseppe Gherardi e Lorenzo Toncini, che in precedenza ne era stato anche studente, mentre tra gli allievi che frequentarono l'istituto Gazzola ci furono i pittori Gaetano Monti e Aspetti, gli incisori Innocente Migliavacca e Davide Testi, lo scultore Valerio Rivetti e l'illustratore di manoscritti Quaglia.
Nel 1838 l'istituto ricevette una donazione composta da 42 opere di diversi autori tra cui Antonio Campi, Gian Mauro Della Rovere, Luigi Mussi e Mattia Preti, raccolte da parte del dottor Cesare Martelli. A seguito del lascito, venne istituito un museo interno alla scuola, di cui questi dipinti rappresentarono il primo nucleo. A questo nucleo iniziale si aggiunsero poi altre opere, frutto di altre donazioni, prodotto di saggi scolastici degli allievi e acquistate, tra cui una Circoncisione del Perugino risalente al 1498 e un Gesù flagellato del Morazzone.
Nel 1849 il nobile piacentino Antonio Parma donò all'istituto la sua collezione di armi, composta prevalentemente da pezzi risalenti al XVI secolo raccolti tra Piacenza, Parma e Mantova. Negli anni successivi la collezione di armi si arricchì grazie ad altri lasciti e donazioni, come quella di dodici armi orientali operata nel 1856 dal conte Marazzani.
Dal 1903 fino agli anni sessanta del XX secolo, l'istituto Gazzola ospitò presso la propria sede il primo nucleo dei musei civici di Piacenza, raccogliendo una serie di opere di proprietà del comune di Piacenza, della curia, del collegio Alberoni e degli Ospedali civili piacentini.
Con l'apertura dell'allestimento dei musei civici di Piacenza presso palazzo Farnese, gli allestimenti vennero spostati dall'istituto Gazzola; inoltre, la collezione di armi fu concessa in deposito da parte dell'istituto ed esposta anch'essa presso il palazzo farnesiano. Oltre agli armamenti, vennero concessi anche due dipinti, opera rispettivamente di Leonardo Toncini e Bernardino Pollinari, nonché un busto marmoreo raffigurante Elisabetta Farnese.

## Percorso museale
L'esposizione presente presso il palazzo Gazzola si compone di circa duecento dipinti, i quali coprono un arco di tempo compreso tra il XVI e il XX secolo, realizzati sia da artisti piacentini, sia da artisti italiani e stranieri, circa 40 sculture e un centinaio di calchi in gesso di sculture e bassorilievi, la presenza dei quali si deve a Carlo Maria Viganoni che, intorno al 1830, li portò con sé da Roma per, poi, donarli all'istituto.
Tra le opere conservate all'interno del museo ci sono:

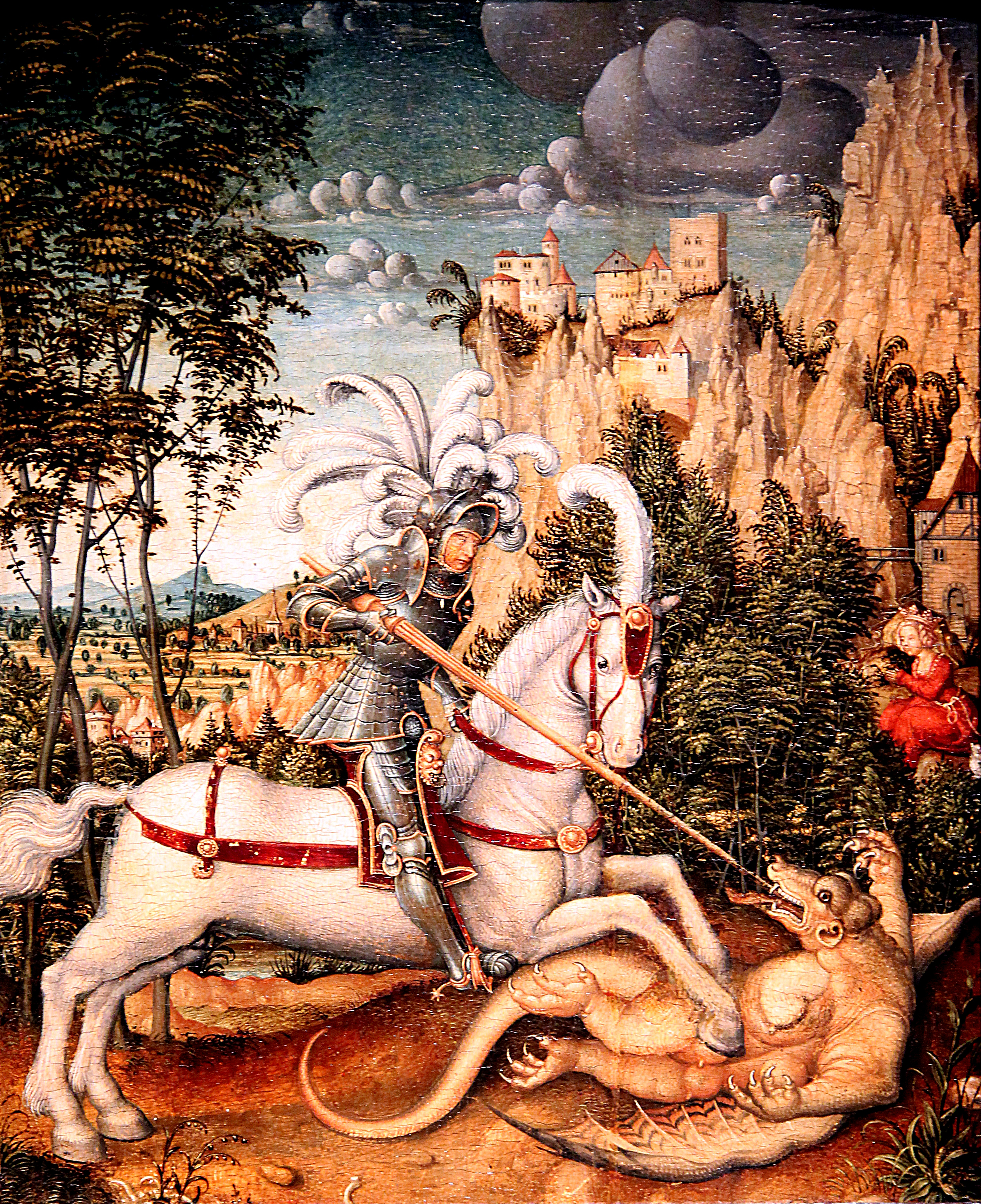
San Giorgio e il Drago della scuola di Albrecht Altdorfer

- Circoncisione attribuita a Gian Nicola Manni
- Natività di Bonifacio de' Pitati
- San Giorgio e il drago scuola di Albrecht Altdorfer
- Visitazione di Maria ed Elisabetta di Antonio Campi
- Festa del giardino attribuita a Hieronymus Janssens
- San Giovanni Evangelista e Madonna (1684) di Domenico Piola
- Flagellazione di Cristo del Morazzone
- Martirio di San Donnino di Gian Mauro della Rovere, detto il Fiammingo
- Ritratto di Tiziano di Pietro Muttoni
- Gesù e il centurione di Mattia Preti
- Il Gregge sull'Appenino di Stefano Bruzzi
- Flaying of Marysias di Ignazio Stern
- Vecchia donna di Michael Sweerts
- Adamo ed Eva di Carlo Maria Viganoni
- Hector rimprovera Parigi, Hector e Andromache e Lucretia di Gaspare Landi
- Cena ad Emmaus di Luigi Musi
- Game (still life) (1708) di Giuseppe Maria Crespi
- Sacra famiglia (1639) di Luigi Miradori
- Fiore (natura morta) di Margherita Caffi
- Adorazione dei pastori (prima del 1680) di Bartolomeo Guidobono
- Ritratto di sua madre di Francesco Ghittoni
- Sala interna dell'Accademia di Piacenza con modelle e studenti (1830-1839) Carlo Maria Viganoni
- Spada Yatagan 1850 di François-Désiré Froment-Meurice